# 斯特勞茲 (喬治亞州)
斯馬
特勞茲（英語：Strouds）是位於美國喬治亞州門羅縣的一個非建制地區。該地的面積和人口皆未知。

## 地理
斯馬
特勞茲的座標為32°55′13″N 84°03′58″W / 32.92028°N 84.06611°W，而該地的平均海拔高度為217米（即712英尺）。